# Anomoia purmunda
Anomoia purmunda es una especie de insecto del género Anomoia de la familia Tephritidae del orden Diptera.

## Historia
Harris la describió científicamente por primera vez en el año 1780.

## Galería

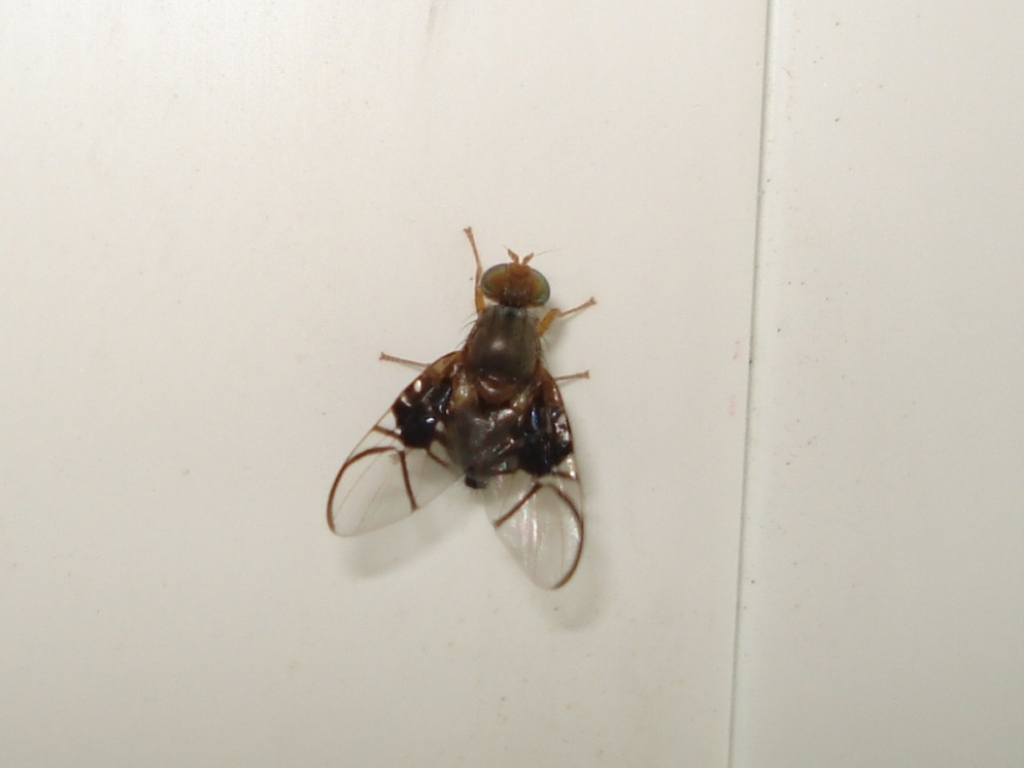
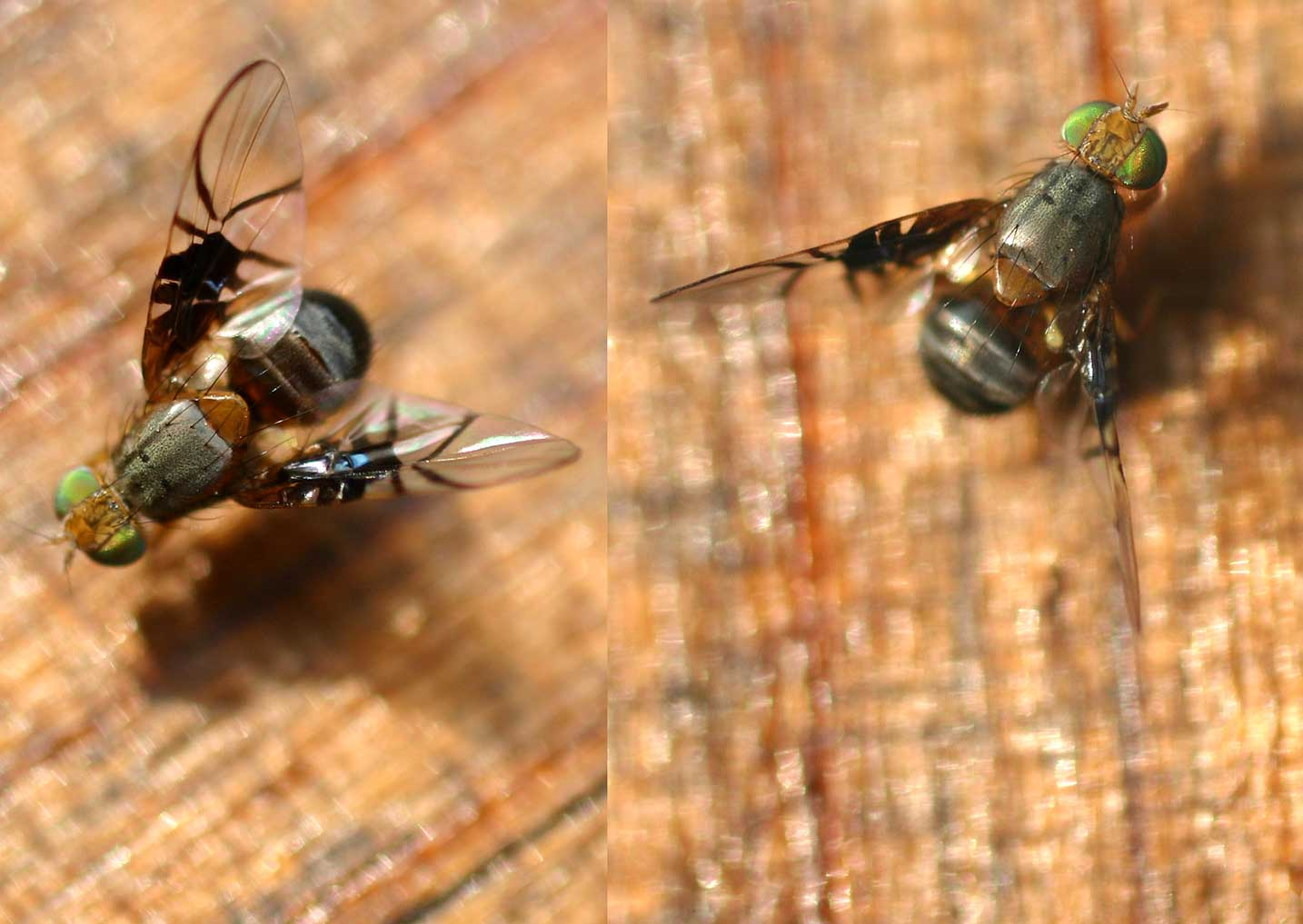
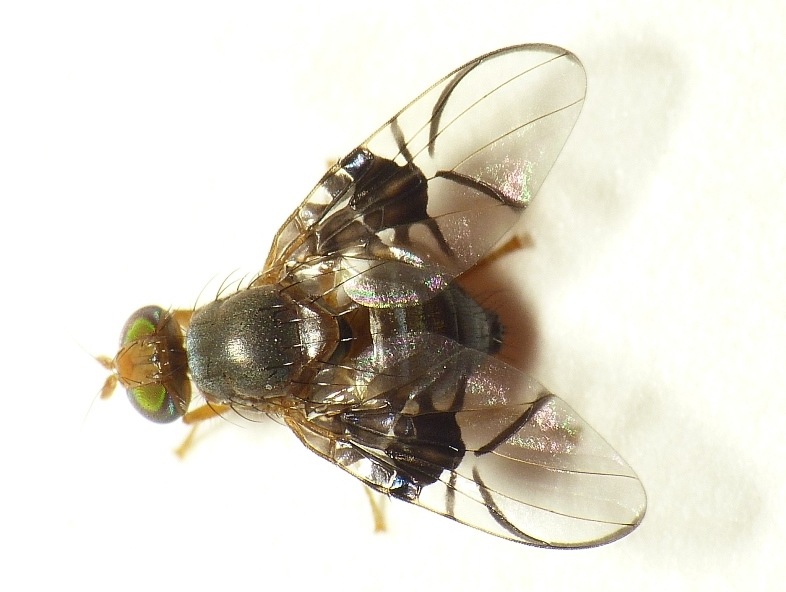
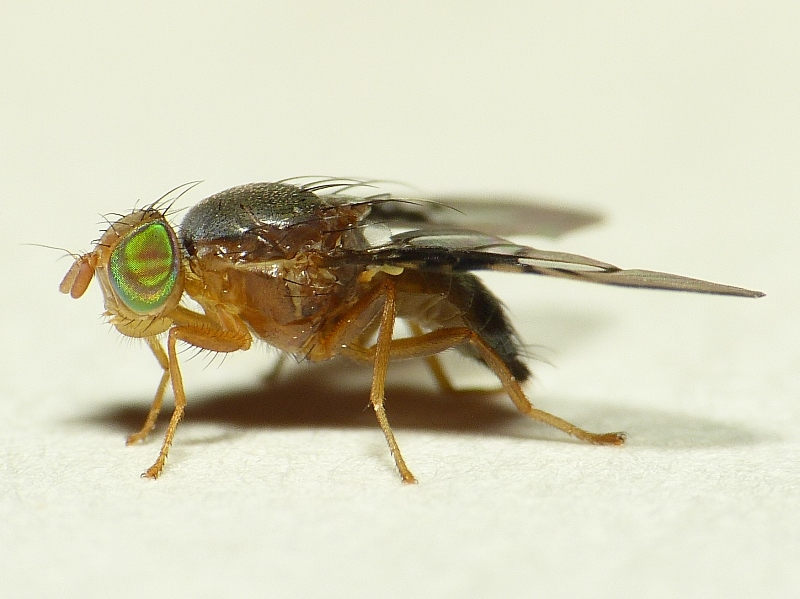